# شهرستان کلهون (جورجیا)
شهرستان کلهون، جورجیا (به انگلیسی: Calhoun County, Georgia) یک سکونتگاه مسکونی در ایالات متحده آمریکا است که در جورجیا واقع شده‌است.